# Hemilecanium coriaceum
Hemilecanium coriaceum är en insektsart som beskrevs av Hall 1935. Hemilecanium coriaceum ingår i släktet Hemilecanium och familjen skålsköldlöss.
Artens utbredningsområde är Zimbabwe. Inga underarter finns listade i Catalogue of Life.